# DHH
DHH (англ. Desert hedgehog) – білок, який кодується однойменним геном, розташованим у людей на короткому плечі 12-ї хромосоми. Довжина поліпептидного ланцюга білка становить 396 амінокислот, а молекулярна маса — 43 577.
| 10         |  | 20         |  | 30         |  | 40         |  | 50         |
| ---------- |  | ---------- |  | ---------- |  | ---------- |  | ---------- |
| MALLTNLLPL |  | CCLALLALPA |  | QSCGPGRGPV |  | GRRRYARKQL |  | VPLLYKQFVP |
| GVPERTLGAS |  | GPAEGRVARG |  | SERFRDLVPN |  | YNPDIIFKDE |  | ENSGADRLMT |
| ERCKERVNAL |  | AIAVMNMWPG |  | VRLRVTEGWD |  | EDGHHAQDSL |  | HYEGRALDIT |
| TSDRDRNKYG |  | LLARLAVEAG |  | FDWVYYESRN |  | HVHVSVKADN |  | SLAVRAGGCF |
| PGNATVRLWS |  | GERKGLRELH |  | RGDWVLAADA |  | SGRVVPTPVL |  | LFLDRDLQRR |
| ASFVAVETEW |  | PPRKLLLTPW |  | HLVFAARGPA |  | PAPGDFAPVF |  | ARRLRAGDSV |
| LAPGGDALRP |  | ARVARVAREE |  | AVGVFAPLTA |  | HGTLLVNDVL |  | ASCYAVLESH |
| QWAHRAFAPL |  | RLLHALGALL |  | PGGAVQPTGM |  | HWYSRLLYRL |  | AEELLG     |

A: Аланін

C: Цистеїн

D: Аспарагінова кислота

E: Глутамінова кислота

F: Фенілаланін

G: Гліцин

H: Гістидин

I: Ізолейцин

K: Лізин

L: Лейцин

M: Метіонін

N: Аспарагін

P: Пролін

Q: Глутамін

R: Аргінін

S: Серин

T: Треонін

V: Валін

W: Триптофан

Кодований геном білок за функціями належить до гідролаз, протеаз, білків розвитку. 
Білок має сайт для зв'язування з іонами металів, іоном цинку, іоном кальцію. 
Локалізований у клітинній мембрані, мембрані.
Також секретований назовні.